# El festín de los dioses (Bellini)
El festín de los dioses es una de las últimas obras del pintor renacentista Italiano Giovanni Bellini. Se conserva en la Galería Nacional de Arte, Washington D. C. Está realizado al óleo sobre lienzo. Mide 170 cm de alto y 188 cm de ancho. 

## Historia
Fue pintado en 1514, por encargo de Alfonso I de Este, el duque de Ferrara, para su camerino d'alabastro ('cámara de alabastro') en el Castillo de los Este, Ferrara. Es una de sus últimas obras, que el autor modificó repetidamente. En estas obras del final de su vida se anuncia ya la típica pintura veneciana, con su predilección por el colorido y la luz bajo influencia de Giorgione. A la muerte de Bellini, poco después (1516), Tiziano modificó el paisaje a la izquierda para que hiciera juego con su obra La Bacanal, también en el camerino de Alfonso.
La pintura fue comprada al Duque de Northumberland por el magnate estadounidense Peter A. B. Widener en 1925, y más tarde entró en las colecciones de la Galería Nacional de Arte de Washington D. C. con el resto de su colección.

## Análisis
Es una de las pocas pinturas mitológicas del artista veneciano. Evidencia así cómo, al final de su vida, Bellini contribuyó a la creación de las nuevas corrientes renacentistas, mostrando la misma monumentalidad y cualidades pictóricas que las obras de sus jóvenes contemporáneos. 
Hay equilibrio entre el paisaje y las figuras. En primer término se ve a los dioses del Olimpo dándose un festín. La escena representa juntos dos episodios de la obra de Ovidio Fastos. Príapo, a la izquierda, está intentando seducir a la ninfa durmiente Lotis, pero se lo impide el rebuzno del asno de Sileno. Alrededor se encuentran los dioses borrachos: Júpiter tiene un águila cerca de él, Poseidón está acariciando a Cibeles y Ceres, mientras Hermes está languidamente estirado sobre un tonel. El chico con hojas de parra en la cabeza es una representación inusualmente joven del dios Baco. Se cree que Bellini inicialmente pintó a las figuras como mortales, siguiendo una traducción errónea de Ovidio (el llamado Ovidio volgarizzato), y tuvo que repintarlas con los atributos de los dioses olímpicos.
El paisaje del fondo está dominado por árboles frondosos.
La luz es delicada y tierna.